# Сенько Володимир Леонович
Володимир Леонович Сенько (біл. Уладзімір Лявонавіч Сянько, *5 серпня 1946) — білоруський державний діяч і дипломат, Міністр закордонних справ Білорусі (1994–1997).

## Життєпис
Народився 5 серпня 1946 в селі Вишковичи Чашницького району Вітебської області. Закінчив Московський державний інститут міжнародних відносин, Дипломатичну академію в Москві. 
З 1973 по 1988 — працював в апараті МЗС СРСР. 
З 1988 по 1991 — радник посольства СРСР в Польщі.
З 1991 по 1992 — заступник міністра закордонних справ Білорусі. 
З 1992 по 1994 — Надзвичайний і Повноважний Посол Білорусі в Польщі. 
У 1994 — Надзвичайний і Повноважний Посол Білорусі у Великій Британії. 
З 1994 по 1997 — Міністр закордонних справ Республіки Білорусь.
З 1997 по 2004 — Надзвичайний і Повноважний Посол Білорусі у Франції, за сумісництвом в Іспанії і Португалії, постійний представник Республіки Білорусь при ЮНЕСКО.
З 2004 по 2011 — Надзвичайний та Повноважний Посол Республіки Білорусь у Бельгії, Постійний представник Республіки Білорусь при Комісії Європейських спільнот та Постійний представник Республіки Білорусь при Організації Північноатлантичного договору.
З 2012 року до 2016 року — член Ради Республіки п'ятого скликання, голова Постійної комісії Ради Республіки з міжнародних справ та національної безпеки.